# Team Syachihoko
Team Syachihoko (チームしゃちほこ, Chīmu Shachihoko), renommée TEAM SYACHI, est un groupe d'idoles japonaises composé de cinq écolières de la ville de Nagoya.

## Aperçu
Team Syachihoko est créé sous le même modèle que ses trois groupes-sœurs féminins gérés par la même agence de talent Stardust Promotion : Momoiro Clover Z et Shiritsu Ebisu Chūgaku et Takoyaki Rainbow. Créé en 2011, il est le plus récent des trois,, jusqu'à la création de son groupe-sœur Takoyaki Rainbow en 2012.
Le groupe était composé de six jeunes filles venant de la Préfecture d'Aichi. À partir de 2012, tous les membres vivaient à Nagoya, la capitale de la préfecture, et étaient jeunes lycéennes. En avril 2013, cinq d'entre eux sont entrés à l'école secondaire. Haruna Sakamoto reste en 2013 la seule qui est encore au collège.
Depuis le 5 avril 2013, Team Syachihoko possède sa propre émission de télévision régulière, diffusée sur Nagoya TV.

## Histoire
Team Syachihoko a été formé en 2011 par l'agence de talent Stardust Promotion sous le même modèle que son groupe-sœur de départ Momoiro Clover Z et Shiritsu Ebisu Chūgaku. 
En avril 2012, le groupe a fait ses débuts dans les rues de Nagoya (sur la place Nishinomaru), et a continué avec d'autres événements dans la région de Nagoya.
À l'été 2012, Team Syachiohoko participe à une série de concerts nationale intitulée HMV Idol Gakuen presents Nihon Jyūdan Idol Ranbu 2012, apparaissant à deux concerts : le 10 août à Nagoya et le 23 août à Tokyo. Lors de la prestation du 10 août, le groupe a annoncé qu'il allait bientôt sortir son premier single major dans un label major, le 31 octobre sur le label Warner Music Japan.
Le 2 septembre, lors du premier concert de la tournée, le groupe est apparu dans des costumes de scène à la recherche comme uniformes de bowling et a dévoilé la chanson-titre du prochain single, intitulé The Stardust Bowling. La chanson, écrite et composée par Asano Takashi, qui avait déjà écrit deux chansons indies pour le groupe, a raconté une histoire d'une boule de bowling qui, après avoir été jeté, a surmonté diverses difficultés sur son chemin le long de la voie et a terminé avec un strike. L'édition japonaise du magazine Rolling Stone a surnommé cette chanson comme "mignonne et humoristique", avec une "mélodie dramatique", suivant le style de ses groupes sœurs Momoiro Clover  Z et Shiritsu Ebisu Chūgaku. Le single atteint la 17e place dans les classements hebdomadaire de l'Oricon.
Le 24 décembre 2012 et 7 avril 2013, Team Syachihoko sort deux singles de façon limitée, vendus à des événements live du groupe. Le premier single s'intitule Otome Juken Sensō (Girls' Entrance Exam War) et a été publié sur un total de 7 777 exemplaires numérotés en série Le 13 février, il a été vendu. Le single appelé Otome Juken Sensō: Another War, a été imprimé en 8 888 copies.
Team Syachihoko a fait ses débuts en major en 2013 sous le label Warner Music Japan avec le single Shuto Iten Keikaku le 19 juin 2013,,. Haruna Sakamoto a mis en pause ses activités pendant quelques semaines au début de l’année 2014 afin de se préparer pour passer un examen scolaire important.
Le live Team Syachihoko Ai no Chikyuu Matsuri 2013 (チームしゃちほこ 愛の地球祭り2013 in 愛知県体育館) a eu lieu au Aichi Prefecture Gymnasium en décembre 2013.
En février 2014, le groupe spécial Team Syachi Choco (チームしゃちチョコ) a été créé en collaboration avec Lotte dans le but de promouvoir les chocolats de la Saint-Valentin au travers de la campagne Nippon no Valentine ni, Tezukuri Ghana! (ニッポンのバレンタインに、手づくりガーナ！).
En mars 2014, les filles ont été nommées supportrices officielles de l’application Android Noom. En avril 2014, la comédienne Harumi Edo a remplacé temporairement Haruna Sakamoto sur les pochettes du single Iikurashi (いいくらし).
La chanson de la face B de ce single, Team Syachihoko no Yasai Seikatsu Taisou (チームしゃちほこの野菜生活体操), est utilisée dans une campagne promotionnelle pour la marque de jus de légumes Yasai Seikatsu 100 (野菜生活100) dans laquelle apparaissent les membres du groupe d'idoles.
Le groupe d'idoles a collaboré avec le duo britannique de musique dance et électronique Basement Jaxx au cours de la tournée de ce dernier au Japon en mars 2015.
En mai 2015, Yuzu Andō est apparue sur scène dans un fauteuil roulant lors du concert Makuhari Hollywood en raison d'une blessure au pied.
Leur 5e single Tensai Bakabon est la chanson thème de l'opening de l’anime du même titre basé sur le manga créé par Fujio Akatatsuka.
En novembre 2015, Yuzu Andō a été contrainte de faire une pause en raison de problèmes de santé car elle souffrait de vertiges.
Les membres ont été nommées supportrices officielles de la Nagoya Meshi Expo 2015 (なごやめし博覧会2015) qui aura lieu d’octobre à novembre 2015. Cet événement gastronomique assure la promotion de la nourriture japonaise et des plats locaux.
En décembre 2015, chaque membre s'est produite en live en solo au Aichi Electric Lady Land.
En janvier 2016, Honoka Akimoto a prêté son image dans le cadre d’une campagne publicitaire pour la carte de crédit Meitetsu µ’s Card (名鉄ミューズカード).
En janvier 2016, Yuzuki Ōguro a attrapé la grippe. Elle a dû être absente lors de certains événements
La Team Syachihoko a annoncé que Yuzu Andō suspendait ses activités avec la  pour une période indéterminée. Pas du tout guérie, elle suspendue temporairement, et n'avait donc pas pu participer aux événements organisés à l’occasion de la sortie des mini-albums de la Team Syachihoko Iijanaika et Eejanaika à la fin de l'année 2015.
Le single Chérie!, en vente en avril 2016, est la chanson thème de l'opening de l'anime Neko Neko Nihonshi (ねこねこ日本史).
Honoka Akimoto a également participé à cet anime en tant qu'actrice de doublage.
Afin de célébrer son 5e anniversaire, la Team Syachihoko se produit en live dans de célèbres salles : Makuhari Messe (mai 2016), Nippon Budokan (août 2016), Yokohama Arena (novembre 2016) et Nippon Gaishi Hall (mars 2017). Elles ont pour objectif d »attirer un total de 50 000 personnes en cinq concerts comme le titre de cet événement l'indique (5年目5公演5万人).
La Team Syachihoko va organiser un concert et un bus tour à Taiwan en juin 2016. Le live initial, qui aurait dû se dérouler en février, avait dû être annulé en raison d'un tremblement de terre.

## Membres
| Nom                         | Naissance         | Âge    | Couleur attribuée | Remarques                                                             |
| --------------------------- | ----------------- | ------ | ----------------- | --------------------------------------------------------------------- |
| Yuzuki Ōguro (大黒 柚姫)    | 18 juillet 1997   | 27 ans | Violet            |                                                                       |
| Nao Sakura (咲良 菜緒)      | 10 septembre 1997 | 27 ans | Bleu              |                                                                       |
| Honoka Akimoto (秋本 帆華)  | 15 novembre 1997  | 27 ans | Rouge             |                                                                       |
| Chiyuri Itō (伊藤 千由李)   | 24 janvier 1998   | 27 ans | Jaune             |                                                                       |
| Haruna Sakamoto (坂本 遥奈) | 2 février 1999    | 26 ans | Vert              |                                                                       |
| Ex-membre                   |                   |        |                   |                                                                       |
| Yuzu Andō (安藤 ゆず)       | 26 septembre 1997 | 27 ans | Rose              | Suspendue en novembre 2015 pour maladie ; quitte le 29 septembre 2016 |

## Groupes-sœurs
- Momoiro Clover Z (2008-)
- Shiritsu Ebisu Chūgaku (2009-)
- Takoyaki Rainbow (2012-)

## Discographie

### Albums
1. 20 août 2014 - Himatsubushi (ひつまぶし?)
2. 22 février 2017 - Owari to Hajimari (おわりとはじまり?)

### EP
1. 30 septembre 2015 : Iijanaika (いいじゃないか?)
2. 28 octobre 2015 : Eejanaika (ええじゃないか?)

### Singles
| 1               | 26 avril 2012    | Koibito wa Sniper / Goburei! Shachihoko Deluxe | 恋人はスナイパー／ごぶれい！しゃちほこでらックス |  |
| 2               | 7 juillet 2012   | Triple Seven                                   | トリプルセブン                                   |  |
| 3               | 31 octobre 2012  | The Stardust Bowling                           | ザ・スターダスト・ボウリング                     |  |
| Autres singles  |                  |                                                |                                                  |  |
| 1               | 19 décembre 2012 | Otome Juken Sensō                              | 乙女受験戦争                                     |  |
| 2               | 7 avril 2013     | Otome Juken Sensō: Another War                 | 乙女受験戦争 Another War                         |  |
| Singles "major" |                  |                                                |                                                  |  |
| 1               | 19 juin 2013     | Shuto Iten Keikaku                             | 首都移転計画                                     |  |
| 2               | 30 octobre 2013  | Ai no Chikyū-sai                               | 愛の地球祭                                       |  |
| 3               | 14 mai 2014      | Iikurashi                                      | いいくらし                                       |  |
| 4               | 10 décembre 2014 | Shampoo Hat                                    | シャンプーハット                                 |  |
| 5               | 13 mai 2015      | Tensai Bakabon                                 | 天才バカボン                                     |  |
| 6               | 7 avril 2016     | Chérie!                                        | Chérie!                                          |  |
| 7               | 3 août 2016      | Ultra Chou Miracle Super Very Power Ball       | ULTRA 超 MIRACLE SUPER VERY POWER BALL           |  |
| 8               | 28 février 2018  | Jump Man                                       | JUMP MAN                                         |  |